# Julián Gutiérrez
Marcelo Julián Gutiérrez, conocido como Julián Gutiérrez (San Fernando del Valle de Catamarca, 31 de agosto de 2000) es un tirador argentino. Ganador de medallas panamericanas y sudamericanas, participó en los Juegos Olímpicos de París 2024 donde se clasificó a la final y obtuvo un puntaje en rifle de aire a 10 metros de 631,7 puntos, que equivale a un récord argentino y sudamericano.

## Carrera deportiva
Julián Gutiérrez nació en San Fernando del Valle de Catamarca, provincia de Catamarca, el 31 de agosto de 2000. Desde niño aprendió tiro con su padre, quien había competido en la disciplina. Fue captado por el proyecto de detección y selección de talentos de cara a los Juegos Olímpicos de la Juventud de Buenos Aires 2018.
Al año siguiente, se destacó en los Juegos Panamericanos, donde obtuvo la medalla de oro en equipo mixto con Fernanda Russo en rifle de aire a 10 metros y la medalla de bronce en rifle de aire a 10 metros individual.
En 2020 quedó a las puertas de clasificarse a los Juegos Olímpicos de Tokio 2020. En 2021 obtuvo medalla de plata en los Juegos Panamericanos Juveniles en rifle de aire a 10 metros.
En 2022 obtuvo medalla de oro en equipo mixto con Fernanda Russo en rifle de aire a 10 metros y bronce en 10 metros con rifle de aire individual en los Juegos Sudamericanos de Asunción.
En los Juegos Panamericanos de 2023 alcanzó el 5.º lugar en equipo mixto rifle de aire a 10 metros con Fernanda Russo y 7.º en rifle de aire a 10 metros individual.
En abril de 2024 obtuvo medalla de oro en el Campeonato de las Américas de Rifle y Pistola realizado en Buenos Aires, obteniendo así su clasificación a los Juegos Olímpicos de París 2024 donde obtuvo diploma olímpico al finalizar octavo en la final de rifle de aire a 10 metros.
En abril de 2025, Julián obtuvo el tercer puesto en la Copa del Mundo de la ISSF que se realizó en Buenos Aires, en la prueba individual de rifle de aire a 10 metros, convirtiéndose en el primer tirador argentino en lograr un podio en esa categoría. Además, volvió a subirse al podio tras lograr la medalla de bronce en equipo mixto con Fernanda Russo en la prueba de rifle de aire a 10 metros, venciendo 17-13 a la dupla de India, Narmada Raju y Arjun Babuta.

## Vida personal
Ayuda en la olla solidaria de San José Obrero, todos los domingos, preparando comida para personas en situación de pobreza.

## Premios
- Olimpia de Plata (2024)[5]